# 沙拉油

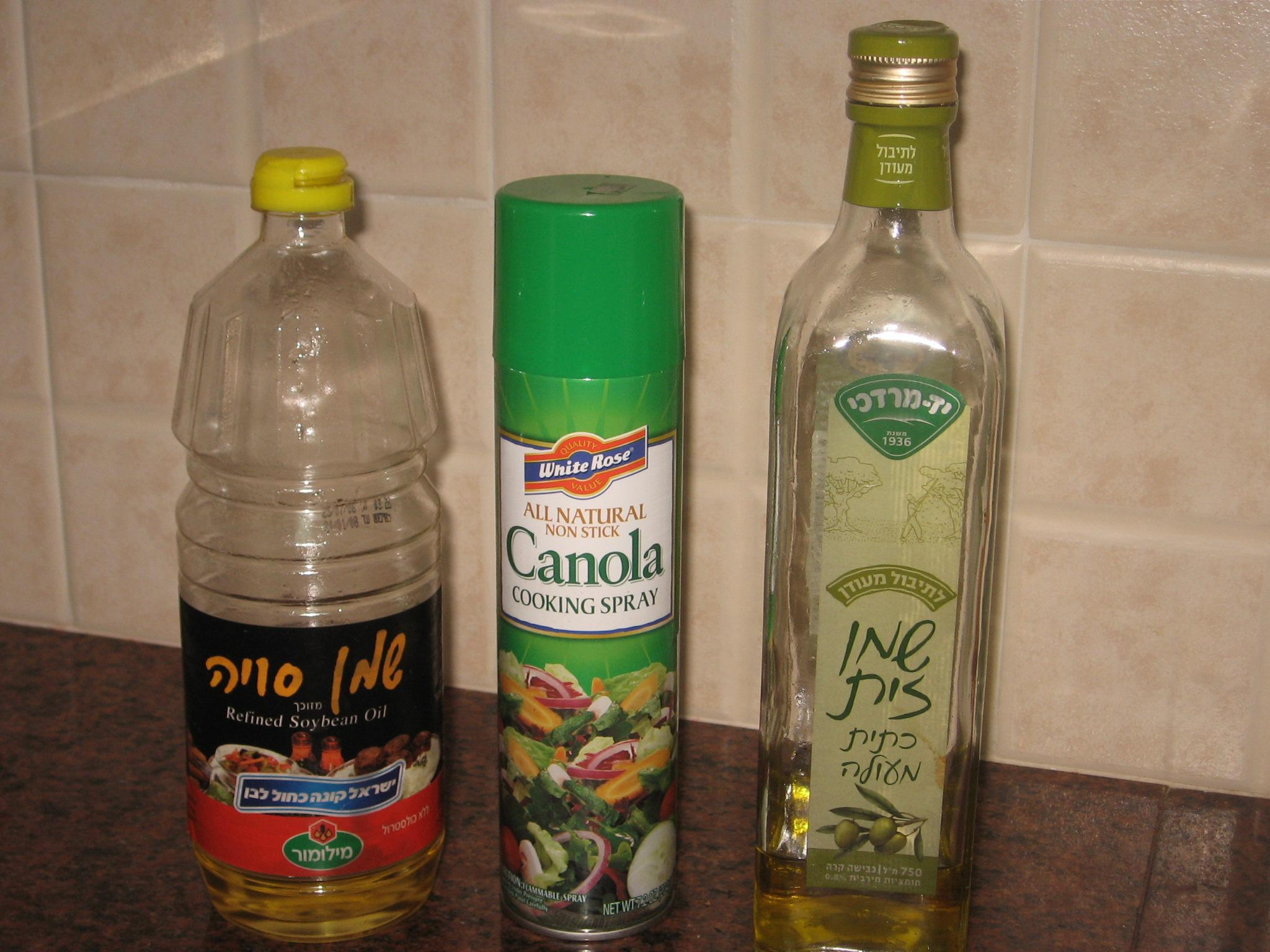
从左到右，大豆油，菜籽油烹饪喷雾，橄榄油。

沙拉油（英語：salad oil）是一種精製的植物油，以適合使用於沙拉而得名。能在相對低溫的狀況下仍能保持液態，不會結晶，以便用於沙拉上，作為調味油。包含多種植物油經過精製去除非脂肪酸物質，並經過低溫分提，以獲得不飽和脂肪酸較高的脂肪，进而於相對低溫下能維持液態的部分。

## 歷史
起源於1924年，日本日清製油開發出的一款植物油，以作為商品名稱。中文名稱來自於台灣企業家陳書友。他於1962年至日本近畿大學學習製油，將譯為漢字沙拉油，並將製作方法帶回台灣。於1969年正式量產，以沙拉油作為商品正式名稱。這個名稱之後傳播到東南亞、港澳與中國。

## 台灣CNS
與精製油標準的主要差異在於有更嚴格的酸價，不皂化物標準要求以及冷卻試驗5.5小時仍能維持液態。中華民國國家標準（CNS）現有各種食用油標準中包含分列出沙拉油者有食用大豆油、食用紅花籽油、食用米油、食用芥花油、食用葵花籽油、食用玉米油、食用高油酸紅花籽油、食用高油酸葵花籽油、食用中油酸葵花籽油等。

## 中國大陸
中华人民共和国国家标准中，沙拉油與各植物食用油的主要差異在於有更嚴格的各項標準，包含外觀澄清透明、無氣味、攝氏0度冷凍5.5小時仍能維持液態。